# Faja (mitologia)
Faja – w mitologii greckiej olbrzymia dzika świnia, zrodzona ze związku Tyfona i Echidny. Swoje imię otrzymała na cześć staruszki, która się nią opiekowała. Siała spustoszenie w okolicach Krommyonu, stąd zwano ją też świnią krommyońską. Została zabita przez Tezeusza.